# IC 3135
IC 3135 — галактика типу P (особлива галактика) у сузір'ї Волосся Вероніки.
Цей об'єкт міститься в оригінальній редакції індексного каталогу.